# Pteropus keyensis
Pteropus keyensis is een vleermuis uit het geslacht Pteropus die voorkomt in de Kei-eilanden (Indonesië). Deze soort is verwant aan P. melanopogon uit Ceram, Buru en omliggende eilanden en aan P. aruensis uit de Aru-eilanden en wordt net als P. aruensis vaak als een ondersoort van P. melanopogon gezien. P. keyensis is de kleinste van de drie soorten, maar nog steeds een grote vleerhond. De voorarmlengte bedraagt 175 tot 187,5 mm (gebaseerd op de vijf bekende exemplaren); voor het kleinste exemplaar van deze vijf bedraagt de kop-romplengte 290 mm, de oorlengte 27 mm en het gewicht 860 g.